# Nguyễn Minh Tùng
Nguyễn Minh Tùng (sinh ngày 9 tháng 8 năm 1992 ) là một cầu thủ bóng đá chuyên nghiệp người Việt Nam hiện đang thi đấu ở trung vệ cho câu lạc bộ Thể Công – Viettel tại V.League 1.

## Thống kê sự nghiệp
Tính đến ngày 20 tháng 8 năm 2023
| Câu lạc bộ           | Mùa giải       | Giải vô địch   | Giải vô địch | Giải vô địch | Cúp Quốc gia | Cúp Quốc gia | Châu Á | Châu Á | Khác | Khác | Tổng cộng | Tổng cộng |
| Câu lạc bộ           | Mùa giải       | Hạng           | Trận         | Bàn          | Trận         | Bàn          | Trận   | Bàn    | Trận | Bàn  | Trận      | Bàn       |
| -------------------- | -------------- | -------------- | ------------ | ------------ | ------------ | ------------ | ------ | ------ | ---- | ---- | --------- | --------- |
| The Vissai Ninh Bình | 2012           | V.League 1     | 5            | 0            | 1            | 0            | —      | —      | —    | —    | 6         | 0         |
| The Vissai Ninh Bình | 2013           | V.League 1     | 10           | 0            | 2            | 0            | —      | —      | —    | —    | 12        | 0         |
| The Vissai Ninh Bình | 2014           | V.League 1     | 0            | 0            | 1            | 0            | 3[a]   | 0      | 0    | 0    | 4         | 0         |
| The Vissai Ninh Bình | Tổng cộng      | Tổng cộng      | 15           | 0            | 4            | 0            | 3      | 0      | 0    | 0    | 22        | 0         |
| Hùng Vương An Giang  | 2014           | V.League 1     | 4            | 0            | —            | —            | —      | —      | —    | —    | 4         | 0         |
| Hùng Vương An Giang  | Tổng cộng      | Tổng cộng      | 4            | 0            | 0            | 0            | 0      | 0      | 0    | 0    | 4         | 0         |
| Than Quảng Ninh      | 2015           | V.League 1     | 14           | 0            | 2            | 0            | —      | —      | —    | —    | 16        | 0         |
| Than Quảng Ninh      | 2016           | V.League 1     | 21           | 1            | 8            | 0            | —      | —      | —    | —    | 29        | 1         |
| Than Quảng Ninh      | 2017           | V.League 1     | 16           | 1            | 2            | 0            | 4[a]   | 0      | 1    | 0    | 23        | 1         |
| Than Quảng Ninh      | Tổng cộng      | Tổng cộng      | 51           | 2            | 12           | 0            | 4      | 0      | 1    | 0    | 68        | 2         |
| Đông Á Thanh Hóa     | 2018           | V.League 1     | 21           | 0            | 6            | 1            | 5[b]   | 0      | —    | —    | 32        | 1         |
| Đông Á Thanh Hóa     | 2019           | V.League 1     | 21           | 1            | 1            | 0            | —      | —      | 1[c] | 0    | 23        | 1         |
| Đông Á Thanh Hóa     | 2020           | V.League 1     | 15           | 0            | 2            | 0            | —      | —      | —    | —    | 17        | 0         |
| Đông Á Thanh Hóa     | 2021           | V.League 1     | 12           | 0            | 0            | 0            | —      | —      | —    | —    | 12        | 0         |
| Đông Á Thanh Hóa     | 2022           | V.League 1     | 18           | 1            | 3            | 0            | —      | —      | —    | —    | 21        | 1         |
| Đông Á Thanh Hóa     | 2023           | V. League 1    | 15           | 0            | 4            | 1            | —      | —      | —    | —    | 19        | 1         |
| Đông Á Thanh Hóa     | Tổng cộng      | Tổng cộng      | 102          | 2            | 16           | 2            | 5      | 0      | 1    | 0    | 124       | 4         |
| Tổng sự nghiệp       | Tổng sự nghiệp | Tổng sự nghiệp | 172          | 4            | 32           | 2            | 12     | 0      | 2    | 0    | 218       | 6         |

[a] 3 lần ra sân tại AFC Cup 2014 và 2017.
[b] 2 lần ra sân tại AFC Champions League 2018 và 3 lần ra sân tại AFC Cup 2018.
[c] ra sân tại trận play-off trụ hạng V League 2019 đấu với câu lạc bộ Phố Hiến.

### Quốc tế
Tính đến ngày 6 tháng 10 năm 2016
| Đội tuyển quốc gia | Năm       | Trận | Bàn |
| ------------------ | --------- | ---- | --- |
| Việt Nam           | 2014      | 2    | 0   |
| Việt Nam           | 2015      | 1    | 0   |
| Việt Nam           | 2016      | 1    | 0   |
| Tổng cộng          | Tổng cộng | 4    | 0   |

## Danh hiệu

### Câu lạc bộ
Xi măng The Vissai Ninh Bình
- Cúp Quốc gia Việt Nam: 2013
- Siêu cúp quốc gia Việt Nam: 2013

Than Quảng Ninh
- Cúp Quốc gia Việt Nam: 2016

Đông Á Thanh Hóa
- Cúp Quốc gia Việt Nam: 2023

### Quốc tế
U-23 Việt Nam
- Huy chương đồng Đại hội Thể thao Đông Nam Á: 2015